# Dheune
La Dheune è un fiume francese che scorre nella regione della Borgogna-Franca Contea e che sfocia nella Saona.

## Geografia
Nasce dall’Étang de Bondilly, ad oriente di Montchanin, nel comune di Écuisses. Fin dall’inizio affinacato dal Canal du Centre, scorre verso nord-est per diversi chilometri. Dopo Cheilly-lès-Maranges riceve la Cozanne, quindi presso Chagny esce dalla valle nella pianura e si divide dal canale. Continuando verso est segna per lunghi tratti il confine tra Côte-d'Or e Saona e Loira; successivamente riceve da sinistra la Bouzaise insieme al Meuzin presso Palleau, per poi piegare bruscamente verso meridione e terminare il proprio corso nella Saona ad Allerey-sur-Saône.

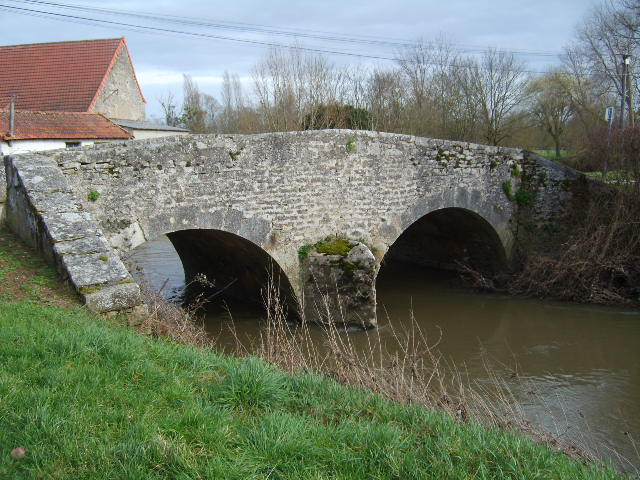
Ponte plurisecolare sulla Dheune a Chaudenay.